# Michael Bell
Michael Bell, född 30 juli 1938 i Brooklyn i New York, är en amerikansk skådespelare, mest aktiv inom dubbning. Han blev särskilt känd för sitt röstskådespeleri under 1980-talet, då han medverkade i animerade TV-serier som Smurfarna, G.I. Joe: A Real American Hero och The Transformers. Bell gjorde även rösten till karaktären Lex Luthor i den animerade serien Superman år 1988.
Michael Bell är gift med skådespelerskan Victoria Carroll (född 1941), med vilken han har dottern Ashley Bell (född 1986).